# 상하이 프랑스 조계
상하이 프랑스 조계(프랑스어: La concession française de Changhaï, 중국어: 上海法租界, 병음: Shànghǎi Fǎ Zūjiē)는 1849년부터 1943년까지 중국 상하이에 설치되었던 프랑스의 조계이다. 상하이 프랑스 조계는 비시 프랑스가 1943년 난징에 있던 일본의 괴뢰정부인 왕징웨이 정권에게 조계 지역을 넘기는 조약을 체결하게 되어 사라졌다.

## 관련 서적
- Maybon, Ch. B (1929) Histoire de la Concession Française de Changhai, Paris: Librairie Plon
- Cady, J. F. (1942), “The Beginnings of French Imperialism in the Pacific Orient”, 《Journal of Modern History》 14 (1): 71–87
- Willens, Lilane (2010). 《Stateless in Shanghai》. China Economic Review Pub. (HK) Limited for Earnshaw Books. ISBN 9789881815484.

## 같이 보기
- 프랑스 식민제국
- 프랑스의 식민지 목록
- 상하이 공공 조계